# Sand in Your Shoes
Sand in Your Shoes è una canzone composta e interpretata dall'artista scozzese Al Stewart. È la quarta traccia dell'album Year of the Cat, prodotto nel 1976 da Alan Parsons.
Il brano parla di una ragazza cresciuta in campagna (probabilmente conosciuta da Al Stewart), ma dal carattere più adatto a vivere in città (You always were a city kid, though you were country raised). Il titolo Sand in Your Shoes si riferisce al fatto che in questa ragazza "di città" dallo stile di vita sofisticato rimangono ancora tracce (sabbia nelle tue scarpe) della sua vita passata in campagna.
È un brano dal ritmo sostenuto e con una musica molto accattivante, considerato tra i migliori dell'intera produzione di Al Stewart.
Come tutti gli altri brani dell'album, è stato registrato a Londra negli Abbey Road Studios.  

## Formazione
- Al Stewart - voce e chitarra
- Peter White - chitarra
- Peter Wood - tastiere
- George Ford - basso
- Stuart Elliot - batteria e percussioni
- Bobby Bruce - violino
- Phil Kenzie - sax alto
- Marion Driscoll - triangolo
- Andrew Powell - arrangiamenti orchestrali
- Graham Smith - armonica